# Путра (каша)
Путра (латис. putra) - одне з найдавніших національних латвійських страв, що має кілька різновидів. Путри - це складні за складом страви, на кшталт каш, з зерна і овочів, часто з додаванням м'яса і риби, а також з неодмінним використанням молочних продуктів, таких як кисле молоко, сметана, сир.

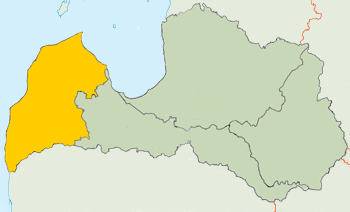
Географічне розташування Курляндії у составі Латвії

Німецький лікар Розін Лентілій описував скабпутру (латиш. Skābputra: skābs - кислий, putra - каша), як традиційну їжу селян в Курляндії ще в XVII столітті. Але очевидно, що була вона поширена у латишів і раніше. У 1796 році рецепт путри вперше був опублікований в кулінарному збірнику латвійських рецептів. А в другій половині XIX століття лінгвіст і етнограф Августу Більштейн докладно описав приготування «кислої каші» в Добелі.
Путра, ймовірно, дала назву схожим стравам староруської і української кухні. Це, наприклад, українська путря - за різними джерелами, пшоняна каша в маслі, «рід страви з ячменю і квасу».

## Приготування
Технологія приготування путри включає процес дозрівання, легкого бродіння, закисання протягом декількох годин. Технологічною особливістю є також і те, що кожен з компонентів путри доводиться спочатку до пюреобразного стану окремо, а потім всі вони змішуються. Також зазвичай путри заправляються зеленню: кропом, зеленою цибулею.
Поширені варіанти: вецс-путра (з перлової крупи з рибою), кабапутра (з ячної крупою), картопляна путра, горохова путра з салом.
Рецепт вецс-путри:
1. Перлову крупу відварити у воді до м'якості. Ячну крупу відварити лише злегка, наполовину, не доводячи до розбухання, або двічі-тричі залити окропом, дати набрякнути, воду злити, потім доварити крупу на 0,5 л молока до повного розварювання.
2. Відварити картоплю в мундирі, очистити, розім'яти в пюре, розвести молоком.
3. Відварити рибу в невеликій кількості води (2 склянки) з дрібно нарізаною цибулею. Відокремити від кісток, розім'яти або пропустити через м'ясорубку, змішати з невеликою кількістю процідженого бульйону (близько 0,5 склянки) в ріденьку кашу.
4. З'єднати каші, пюре і рибну кашу разом, рівномірно перемішати, додати сир, розтертий із сметаною або кислим молоком, і, якщо буде густо, додати рибний відвар і поставити в холодильник на добу, протягом яких путра дозріє і отримає характерний для неї смак.
5. Безпосередньо перед подачею посипати вецс-путру свіжим кропом і зеленою цибулею. Солити вецс-путру не слід.

Скабпутра - раніше готувалася з ячменю і води або пахти (знежирені вершки), має більш рідку консистенцію, між кашею та супом.